# Perfect Human
Perfect Human (Originaltitel Life Like) ist ein US-amerikanisches Science-Fiction-Filmdrama von Josh Janowicz.

## Handlung
Das junge Paar James und Sophie bezieht nach dem Tod von James’ Vater dessen ehemalige Villa. Sophie kann sich nicht mit dem Gedanken anfreunden, sich von dem alteingesessenen Personal bedienen zu lassen, und entlässt die Hausangestellten kurzerhand. Nachdem sich herausstellt, dass sie mit der Hausarbeit überfordert ist, überredet James seine Frau, sich mit Julian zu treffen, der supermoderne, lebensechte Androiden anbietet. Sie entschließen sich, den männlichen Roboter „Henry“ als Haushaltshilfe zu kaufen.
Der Aufenthalt von Henry im Haus von James und Sophie verläuft anders als gedacht. Insbesondere Sophie fällt es schwer, Henry als Maschine zu betrachten, und sie entwickelt zu ihm eine sehr persönliche Beziehung, die in erotischen Fantasien mündet. James kritisiert sie wegen dieser Einstellung und entwickelt Eifersüchte, während er gleichzeitig selbst in erotische Träume mit Henry verfällt, die ihm so real erscheinen, dass er zweifelt, ob es wirklich Träume waren.
Zwischenzeitlich wird Julian des Betrugs überführt: Seine Androiden sind keine Maschinen, sondern echte Menschen, die von ihm aufgezogen wurden. Das FBI kommt zum Haus von James und Sophie, um Julian zu verhaften. Während dieser Konfrontation kommt Julian ums Leben. Henry fühlt sich von seinem Schöpfer betrogen und glaubt, seinerseits seine Besitzer betrogen zu haben, und nimmt sich deshalb das Leben. James und Sophie beweinen hilflos seinen Tod.
Fünf Jahre später sieht man das junge Paar mit seinem erstgeborenen Sohn, den es „Henry“ genannt hat.

## Produktion
Der Film wurde von Lionsgate produziert und erschien am 14. Mai 2019 in den Vereinigten Staaten auf Blu-ray, DVD, Digital und On-Demand.
In Deutschland wurde der Film von Sony Pictures am 2. Juli 2020 als Blu-ray und als DVD veröffentlicht.

## Rezeption
Zum Film finden sich nicht viele veröffentlichte professionelle Rezensionen. Die Zuschauerkritiken in den Streaming- und Händlerportalen sind sehr polarisiert. „The Queer Review“ lässt kein gutes Haar an dem Film:

„Life Like is what you get when you take a sexy, sci-fi, erotic thriller and remove the thrills and most of the sex and dumb down the sci-fi. What plods along for most of the 90min running time is a muted exploration of humanity before it completely loses the plot with an utterly ridiculous twist ending.“

„Perfect Human ist das, was man bekommt, wenn man einen sexy Science-Fiction-Erotikthriller nimmt und den Nervenkitzel und das meiste vom Sex entfernt und die Science-Fiction verblöden lässt. Was sich die meiste Zeit der 90-minütigen Laufzeit dahinschleppt, ist eine gedämpfte Erkundung der Menschlichkeit, bevor sich die Handlung mit einem gänzlich lächerlichen Wendepunkt am Ende völlig verliert.“

Christian Klosz vom Online-Magazin „FilmPlusKritik“ hingegen konnte Perfect Human durchaus positive Seiten abringen, bemängelte aber die technische Ausführung: „Perfect Human ist ein solider Science Fiction-Film mit einer interessanten Prämisse und durchaus vorhandener philosophischer Tiefe, bei dem vor allem die technischen Möglichkeiten um einiges hinter dem dramaturgischen Potential zurückbleiben.“ Er vergab schließlich 6 von 10 Punkten.

## Synchronisation
Die deutschsprachige Synchronisation stammt von der Legendary Units GmbH aus Berlin. Das Dialogbuch stammt von Felix Strüven, die  Dialogregie übernahm René Hofschneider.
| Darsteller     | Sprecher          | Rolle  |
| -------------- | ----------------- | ------ |
| Drew Van Acker | Simon Köslich     | James  |
| Addison Timlin | Karoline Vogel    | Sophie |
| Steven Strait  | Armin Schlagwein  | Henry  |
| James D’Arcy   | René Hofschneider | Julian |